# Grande Prêmio da Áustria de 2016 (MotoGP)
O Grande Prêmio da MotoGP da Áustria de 2016 ocorreu em 14 de agosto.

## Resultados

### Classificação MotoGP
| Pos | Piloto           | Equipe                        | Moto    | Tempo     | Pontos |
| --- | ---------------- | ----------------------------- | ------- | --------- | ------ |
| 1   | Andrea Iannone   | Ducati Team                   | Ducati  | 39'46.255 | 25     |
| 2   | Andrea Dovizioso | Ducati Team                   | Ducati  | +0.938    | 20     |
| 3   | Jorge Lorenzo    | Movistar Yamaha MotoGP        | Yamaha  | +3.389    | 16     |
| 4   | Valentino Rossi  | Movistar Yamaha MotoGP        | Yamaha  | +3.815    | 13     |
| 5   | Marc Marquez     | Repsol Honda Team             | Honda   | +11.813   | 11     |
| 6   | Maverick Viñales | Team SUZUKI ECSTAR            | Suzuki  | +14.341   | 10     |
| 7   | Dani Pedrosa     | Repsol Honda Team             | Honda   | +17.063   | 9      |
| 8   | Scott Redding    | OCTO Pramac Yakhnich          | Ducati  | +29.437   | 8      |
| 9   | Bradley Smith    | Monster Yamaha Tech 3         | Yamaha  | +29.785   | 7      |
| 10  | Pol Espargaro    | Monster Yamaha Tech 3         | Yamaha  | +37.094   | 6      |
| 11  | Danilo Petrucci  | OCTO Pramac Yakhnich          | Ducati  | +39.765   | 5      |
| 12  | Michele Pirro    | Ducati Team                   | Ducati  | +39.766   | 4      |
| 13  | Loris Baz        | Avintia Racing                | Ducati  | +44.284   | 3      |
| 14  | Tito Rabat       | Estrella Galicia 0,0 Marc VDS | Honda   | +45.004   | 2      |
| 15  | Cal Crutchlow    | LCR Honda                     | Honda   | +1'03.246 | 1      |
| 16  | Alvaro Bautista  | Aprilia Racing Team Gresini   | Aprilia | +1'12.448 | 0      |
| 17  | Yonny Hernandez  | Pull & Bear Aspar Team        | Ducati  | +1'14.517 | 0      |
| 18  | Eugene Laverty   | Pull & Bear Aspar Team        | Ducati  | +1'36.510 | 0      |
| 19  | Stefan Bradl     | Aprilia Racing Team Gresini   | Aprilia | 1 volta   | 0      |

### Classificação Moto2
| Pos | Piloto              | Equipe                        | Moto     | Tempo     | Pontos |
| --- | ------------------- | ----------------------------- | -------- | --------- | ------ |
| 1   | Johann Zarco        | Ajo Motorsport                | Kalex    | 37'34.180 | 25     |
| 2   | Franco Morbidelli   | Estrella Galicia 0,0 Marc VDS | Kalex    | +3.058    | 20     |
| 3   | Alex Rins           | Paginas Amarillas HP 40       | Kalex    | +3.376    | 16     |
| 4   | Thomas Luthi        | Garage Plus Interwetten       | Kalex    | +3.467    | 13     |
| 5   | Marcel Schrotter    | AGR Team                      | Kalex    | +4.740    | 11     |
| 6   | Alex Marquez        | Estrella Galicia 0,0 Marc VDS | Kalex    | +9.416    | 10     |
| 7   | Takaaki Nakagami    | IDEMITSU Honda Team Asia      | Kalex    | +10.178   | 9      |
| 8   | Lorenzo Baldassarri | Forward Team                  | Kalex    | +11.951   | 8      |
| 9   | Axel Pons           | AGR Team                      | Kalex    | +12.801   | 7      |
| 10  | Dominique Aegerter  | CarXpert Interwetten          | Kalex    | +13.977   | 6      |
| 11  | Sandro Cortese      | Dynavolt Intact GP            | Kalex    | +18.046   | 5      |
| 12  | Danny Kent          | Leopard Racing                | Kalex    | +18.284   | 4      |
| 13  | Mattia Pasini       | Italtrans Racing Team         | Kalex    | +18.424   | 3      |
| 14  | Miguel Oliveira     | Leopard Racing                | Kalex    | +18.830   | 2      |
| 15  | Julian Simon        | QMMF Racing Team              | Speed Up | +20.022   | 1      |
| 16  | Xavi Vierge         | Tech 3 Racing                 | Tech 3   | +28.885   | 0      |
| 17  | Luca Marini         | Forward Team                  | Kalex    | +28.970   | 0      |
| 18  | Isaac Viñales       | Tech 3 Racing                 | Tech 3   | +29.032   | 0      |
| 19  | Remy Gardner        | Tasca Racing Scuderia Moto2   | Kalex    | +29.115   | 0      |
| 20  | Edgar Pons          | Paginas Amarillas HP 40       | Kalex    | +29.424   | 0      |
| 21  | Hafizh Syahrin      | Petronas Raceline Malaysia    | Kalex    | +29.977   | 0      |
| 22  | Ratthapark Wilairot | IDEMITSU Honda Team Asia      | Kalex    | +37.935   | 0      |
| 23  | Xavier Simeon       | QMMF Racing Team              | Speed Up | +43.276   | 0      |
| 24  | Jesko Raffin        | Sports-Millions-EMWE-SAG      | Kalex    | +44.206   | 0      |
| 25  | Robin Mulhauser     | CarXpert Interwetten          | Kalex    | +48.835   | 0      |
| 26  | Jonas Folger        | Dynavolt Intact GP            | Kalex    | +1'12.148 | 0      |

### Classificação Moto3
| Pos | Piloto                | Equipe                          | Moto     | Tempo     | Pontos |
| --- | --------------------- | ------------------------------- | -------- | --------- | ------ |
| 1   | Joan Mir              | Leopard Racing                  | KTM      | 37'23.325 | 25     |
| 2   | Brad Binder           | Red Bull KTM Ajo                | KTM      | +0.279    | 20     |
| 3   | Enea Bastianini       | Gresini Racing Moto3            | Honda    | +0.431    | 16     |
| 4   | Fabio Quartararo      | Leopard Racing                  | KTM      | +0.439    | 13     |
| 5   | Philipp Oettl         | Schedl GP Racing                | KTM      | +0.600    | 11     |
| 6   | Jorge Martin          | Pull & Bear ASPAR Mahindra Team | Mahindra | +4.134    | 10     |
| 7   | Bo Bendsneyder        | Red Bull KTM Ajo                | KTM      | +4.161    | 9      |
| 8   | Fabio Di Giannantonio | Gresini Racing Moto3            | Honda    | +4.970    | 8      |
| 9   | Nicolo Bulega         | SKY Racing Team VR46            | KTM      | +4.972    | 7      |
| 10  | Livio Loi             | RW Racing GP BV                 | Honda    | +5.262    | 6      |
| 11  | Francesco Bagnaia     | Pull & Bear ASPAR Mahindra Team | Mahindra | +5.415    | 5      |
| 12  | Juanfran Guevara      | RBA Racing Team                 | KTM      | +5.871    | 4      |
| 13  | Andrea Locatelli      | Leopard Racing                  | KTM      | +5.905    | 3      |
| 14  | Maria Herrera         | MH6 Team                        | KTM      | +12.775   | 2      |
| 15  | Hiroki Ono            | Honda Team Asia                 | Honda    | +12.839   | 1      |
| 16  | Jules Danilo          | Ongetta-Rivacold                | Honda    | +12.942   | 0      |
| 17  | Darryn Binder         | Platinum Bay Real Estate        | Mahindra | +14.090   | 0      |
| 18  | Niccolò Antonelli     | Ongetta-Rivacold                | Honda    | +14.406   | 0      |
| 19  | Jakub Kornfeil        | Drive M7 SIC Racing Team        | Honda    | +14.517   | 0      |
| 20  | Stefano Manzi         | Mahindra Racing                 | Mahindra | +14.545   | 0      |
| 21  | Aron Canet            | Estrella Galicia 0,0            | Honda    | +14.663   | 0      |
| 22  | Albert Arenas         | Peugeot MC Saxoprint            | Peugeot  | +17.132   | 0      |
| 23  | Adam Norrodin         | Drive M7 SIC Racing Team        | Honda    | +17.443   | 0      |
| 24  | John Mcphee           | Peugeot MC Saxoprint            | Peugeot  | +28.306   | 0      |
| 25  | Andrea Migno          | SKY Racing Team VR46            | KTM      | +28.405   | 0      |
| 26  | Marcos Ramirez        | Platinum Bay Real Estate        | Mahindra | +40.213   | 0      |
| 27  | Khairul Idham Pawi    | Honda Team Asia                 | Honda    | +40.361   | 0      |
| 28  | Stefano Valtulini     | 3570 Team Italia                | Mahindra | +1'04.040 | 0      |
| 29  | Fabio Spiranelli      | CIP-Unicom Starker              | Mahindra | +1'04.058 | 0      |
| 30  | Lorenzo Petrarca      | 3570 Team Italia                | Mahindra | +1'04.513 | 0      |